# Roman Lewandowski (duchowny)
Roman Aleksander Lewandowski (ur. 12 grudnia 1932 w Chełmży, zm. 20 stycznia 2012 w Chojnicach) – polski duchowny katolicki, kanonik, prezbiter rzymskokatolicki diecezji pelplińskiej, proboszcz parafii Ścięcia św. Jana Chrzciciela w Chojnicach.

## Życiorys
W 1951 został absolwentem Liceum Ogólnokształcącego w Chełmży, po czym rozpoczął studia teologiczne w Seminarium Duchownym w Pelplinie. W 1957 otrzymał święcenia kapłańskie. Przez dziesięć lat był wikarym w parafii św. Katarzyny w Brodnicy. Miał następnie zostać administratorem parafii św. Jakuba Apostoła w Żmijewie, jednak nominacja ta została zablokowana przez władze. Do 1975 pracował w tej parafii, kończąc w międzyczasie studia prawnicze w stołecznym Instytucie Prymasowskim. 1 lipca 1975 biskup Bernard Czapliński powierzył mu funkcję proboszcza parafii Ścięcia św. Jana Chrzciciela w Chojnicach, funkcję tę pełnił przez 24 lata. W latach 80. był kapelanem lokalnej "Solidarności". W 1985 został mianowany kanonikiem honorowym Kapituły Kolegiackiej w Kamieniu Krajeńskim, a w 1990 roku został jej kanonikiem gremialnym.
Uchwałą z 6 października 2005 rada miejska w Chojnicach wyróżniła go tytułem honorowego obywatela tego miasta.
Zmarł 20 stycznia 2012 r. w chojnickim szpitalu.